# Geräteeinheit
Geräteeinheiten sind ein Truppenteiltyp der Bundeswehr mit im Frieden niedrigen Präsenzgrad.
Geräteeinheiten hatten besondere Bedeutung für die Mobilmachung und Organisation der Reserve. Besonders charakteristisch waren Geräteeinheiten für das Territorialheer im Kalten Krieg. Das Territorialheer bestand überwiegend aus Geräteeinheiten, aber auch im Feldheer waren Geräteeinheiten ausgeplant.

## Im Frieden
Geräteeinheiten sind im Frieden nicht aktive Truppenteile. Im Frieden ist ihr Wehrmaterial überwiegend in Depots eingelagert. Im Frieden verfügen Geräteeinheiten entweder über kein aktives Personal oder über nur sehr wenig aktives Personal. Diese Soldaten oder Zivilbeschäftigte waren beispielsweise mit der Wartung des lagernden Materials beauftragt. Oft war der Mob-Feldwebel der einzige aktive Soldat der Geräteeinheit. Der Mob-Feldwebel führte die Reservisten des Truppenteils und bereitete Wehrübungen vor. Viele der Geräteeinheiten führten jedoch keine Wehrübungen durch. Die beorderten Reservisten übten stattdessen bei aktiven Verbänden oder mit deren Wehrmaterial. Wenn die aktiven Verbände zur Ausbildungsunterstützung fest zugeordnet waren, wurden diese auch Coleurverband genannt.

## Im Spannungs- und Verteidigungsfall
Im Spannungs- oder Verteidigungsfall werden Geräteeinheiten mobilisiert. Dazu werden die beordeten Reservisten an einem Mobilmachungsstützpunkt einberufen. Mobilmachungsstützpunkte lagen häufig in oder in der Nähe von Kasernen oder Depots in der Nähe der zur beziehenden Verfügungsräume. In den Mobilmachungsstützpunkten wurde die persönliche Ausrüstung ergänzt, das häufig im oder in der Nähe des Mobilmachungsstützpunktes (langzeit)lagernde Wehrmaterial für den Einsatz vorbereitet und gegebenenfalls durch die Einberufung zivilen Materials (insbesondere Lastkraftwagen und Baumaschinen) ergänzt.

## Konzeptionell ähnliche nicht aktive Truppenteile
- Teilaktive Truppenteile: Diese Truppenteile bestehen zu bedeutenden Anteilen aus Teileinheiten oder größeren Truppenteilen, die als Geräteeinheit ausgeplant waren.[1]
- gekaderte Truppenteile: Diese Truppenteile bestehen überwiegend aus Teileinheiten oder größeren Truppenteilen, die als Geräteeinheit ausgeplant waren. In den aktiven Teileinheiten diente häufig das Kaderpersonal. Der Kader bestand aus den militärischen Führern, insbesondere Teilen des Unteroffizierkorps, die zur Mobilmachung den Kern der zu mobilisierenden Geräteeinheiten bilden sollten.[1]
- Ergänzungstruppenteil: nicht aktive Truppenteile ohne Großgerät zur Personalergänzung